# Нольф, Пьер
Пьер Нольф (фр. Pierre Nolf; 26 июля 1873, Ипр — 14 сентября 1953, Брюссель) — бельгийский учёный-медик и общественно-политический деятель. Доктор медицины. Почетный профессор Льежского университета (с 1943). Академик.

## Биография
До 1896 Пьер Нольф изучал медицину в Льежском университете. В том же году выиграл правительственный грант.
После окончания обучения работал помощником врача медицинской клиники, затем — на кафедре физиологии университета в Льеже.
С 1901 по 1914 трудился в амбулаторно-медицинской клинике для детей.
В 1915—1917 — директор инфекционной больницы в г. Сент-Идесбалде (Бельгия). Во время первой мировой войны с 1917 — руководил военным госпиталем.
С 1919 по 1943 — профессор общей патологии и терапии Льежского университета.

## Общественно-политическая деятельность
В 1922 по 1925 гг. занимал пост министра искусств и наук в правительстве Жоржа Тейниса. В 1923 году Нольф, внес предложение в кабинет-министров о переводе обучения в одном из крупнейших фламандских университетов — Гентском на нидерландский язык, которое было реализовано в 1930 году.
С 1925 по 1945 год Пьер Нольф был президентом Бельгийского национального общества Красного Креста.
Директор медицинского фонда королевы Елизаветы в 1926—1953 гг. В 1931 — руководитель Фонда медицинской помощи выходцам из Бельгийского Конго.
С 1928 по 1938 — член Совета директоров и член Комиссии по физиологии, биохимии и фармакологии Бельгийского Национального фонда научных исследований. Член специальной конституционной комиссии Национального фонда научных исследований (1928—1953).
Член Комиссии по изучению перенаселенности и безработицы среди университетской интеллигенции (1935—1937).

## Научная деятельность
Сфера научных интересов профессора Пьера Нольфа — исследования механизма свертывания крови, физико-химических реакций человеческого организма. Осуществил ряд экспериментальных исследований структурной организации автономной нервной системы желудочно-кишечного тракта человека, её функциональных свойств и отношения с центральной нервной системой.
В 1920 принят в члены Бразильской академии медицины. С 1921 — действительный член, а в 1936 — президент Королевской медицинской академии Бельгии. Ассоциированный член Парижского биологического общества (с 1927).
В 1925 году Нольф номинировался на присуждение Нобелевской премии в области физиологии и медицины, однако в этом году премия не присуждалась.
Член Королевского колониального института (с 1929), а с 1953 — почетный член этого института.
Почетный член Национальной академии медицины Мексики (с 1930), член-корреспондент Парижской медицинской академии (с 1933).
С 1932 — член Бельгийской Королевской академии наук, литературы и изящных искусств.
В 1940 году был удостоен премии Франки.